# Биста Милорада Диманића у Власотинцу
Биста народног хероја Милорада Диманића Милоша се налази у центру Власотинца. Милорад Диманић (1912—1944) је био командант Бабичког партизанског одреда, а погинуо за време Другог светског рата, 21. маја 1944. године. 